# Issehoved
Issehoved är en udde i Danmark.   Den ligger i Samsø kommun i Region Mittjylland, i den centrala delen av landet, 130 km väster om Köpenhamn. Issehoved är den nordligaste punkten på Samsø.